# Ilma (Vorname)
Ilma ist ein weiblicher Vorname.

## Herkunft und Varianten
Ilma ist ein weiblicher Name und vor allem am Balkan vertreten. Der Name kommt aus dem Arabischen und bedeutet „Wissen“, die Wissende.
Der Begriff ist finnischen Ursprungs und bedeutet etwa Luft.

## Bekannte Namensträgerinnen
- Ilma Rakusa (* 1946), Schweizer Literaturkritikerin
- Ilma de Murska (1834–1889), kroatische Opernsängerin
- Ilma Mujkic (* 1992), Politikerin und Managerin